# Покрајина Илам
Илам је једна од покрајина Ирана. Налази се на западу земље, уз границу са Ираком, а главни град покрајине је Илам. У покрајини живи око 557.000 становника, претежно Курда (око 86%). 